# 坪内剛直
坪内 剛直（つぼうち よしなお、1899年（明治32年）9月15日 - 1945年（昭和20年）1月21日）は、大日本帝国陸軍軍人。最終階級は陸軍少将。

## 経歴
徳島県出身。1921年（大正10年）7月、陸軍士官学校第33期卒業。
1943年（昭和18年）1月、飛行第58戦隊長、1944年（昭和19年）1月、第9飛行団長を経て、同年3月、陸軍大佐に進む。1945年（昭和20年）1月21日、フィリピン防衛戦で奮戦中に戦死し陸軍少将に特進した。